# NGC 1943
NGC 1943 је расејано јато са емисионом маглином у сазвежђу Трпеза које се налази на NGC листи објеката дубоког неба.
Деклинација објекта је - 70° 9' 18" а ректасцензија 5h 22m 28,8s. Привидна величина (магнитуда) објекта NGC 1943 износи 13,5 а фотографска магнитуда 12,0. NGC 1943 је још познат и под ознакама ESO 56-SC114.